# ست الحسن (مسلسل)
ست الحسن مسلسل درامي من نوع إثارة وتشويق عُرض في عام 2022م.

## قصة العمل
للحفاظ على عملها في مجال الطب البديل، تلجأ امرأة أربعينية لحل غير اعتيادي سرعان ما يتزامن مع سلسلة من حالات الاختفاء الغامضة في المنطقة.

## الممثلين المشاركين في العمل
- هدى حسين: ست الحسن
- عبدالمحسن النمر: الضابط احمد
- هند البلوشي: صبا
- احمد الجسمي: براك
- سعاد علي: زليخة الحامد
- الاء شاكر: ام حصة
- سحر حسين: رجاء
- مرعي الحليان: سليمان
- فاطمة الحوسني: فاطمة العادل
- سعيد سالم: أبو عبد الرزاق
- يوسف الكعبي: أبو ست الحسن
- ريم حمدان: زوجة الضابط احمد
- هدى الغانم: رحيمة
- بدور: ام شاهين بالتبني
- عادل سبيت: عبد الرزاق
- شيخة البدر: امرأة مهتمة بوالدها المريض
- ماجد الجسمي: الضابط

- حبيب غلوم: العقيد

## وصلات خارجية
- ست الحسن على موقع IMDb (الإنجليزية)
- ست الحسن على موقع قاعدة بيانات الأفلام العربية
- ست الحسن على موقع كينوبويسك (الروسية)
- ست الحسن على موقع قاعدة بيانات الفيلم (الإنجليزية)